# Spallanzania hesperidarum
Spallanzania hesperidarum är en tvåvingeart som beskrevs av Samuel Wendell Williston  1889. Spallanzania hesperidarum ingår i släktet Spallanzania och familjen parasitflugor. Inga underarter finns listade i Catalogue of Life.